# كاترينا آدامز
كاترينا آدامز (بالإنجليزية: Katrina Adams)‏ مواليد 5 أغسطس 1968 في شيكاغو، هي لاعبة كرة مضرب أمريكية سابقة بدأت مسيرتها كمحترفة سنة 1988 وكانت تلعب باليد اليمنى، اعتزلت اللعب في 1999. أعلى تصنيف لها في الفردي كان المركز الـ 67 في سنة 1989. أعلى تصنيف لها في الزوجي كان المركز الـ 8 في سنة 1989.

## الخط الزمني للفردي
مفتاح
| ف | ن | ن.ن | ر.ن | د# | د.م | ل | أ.أ | ت | غ | ب | ف | ذ | م.خ | ل.ت |

(ف) فاز بالبطولة (ن) وصل النهائي (ن.ن) نصف النهائي (ر.ن) ربع النهائي (د#) الأدوار الأربعة الأولى (د.م) دور المجموعات (ل) شارك في كأس ديفيز (أ.أ) خرج من الأدوار الاولى (ت) خسر التصفيات التأهيلية (غ) غاب عن الحدث أو البطولة (ب) حصل على ميدالية برونزية (ف) حصل على ميدالية فضية (ذ) حصل على ميدالية ذهبية (م.خ) بطولة الماسترز خُفضت إلى مرتبة أقل (ل.ت) البطولة لم تعقد في السنة المعينة.
لتجنب الارتباك وازدواجية الحساب، يتم تحديث هذه المعلومات إما في نهاية البطولة، أو عندما تكون مشاركة اللاعب في البطولة قد انتهت.
| دورات الجراند سلام |   |    |    |    |   |    |    |    |    |    |    |       |
| أستراليا المفتوحة  | غ | د1 | د2 | د1 | غ | د3 | ت  | ت  | ت  | غ  | د1 | 4–8   |
| فرنسا المفتوحة     | غ | د1 | د1 | ت  | ت | د1 | ت  | ت  | غ  | د1 | ت  | 4–9   |
| بطولة ويمبلدون     | غ | د4 | د3 | د1 | ت | د2 | ت  | د1 | د1 | د2 | ت  | 18–10 |
| أمريكا المفتوحة    | ت | د1 | د1 | د1 | ت | غ  | د1 | د1 | د3 | د1 | ت  | 7–10  |

## روابط خارجية
- كاترينا آدامز على موقع IMDb (الإنجليزية)
- كاترينا آدامز على موقع قاعدة بيانات الفيلم (الإنجليزية)
- كاترينا آدامز على موقع رابطة محترفات التنس (الإنجليزية)
- كاترينا آدامز على موقع الاتحاد الدولي لكرة المضرب (الإنجليزية)
- كاترينا آدامز على موقع خلاصة التنس.كوم (الإنجليزية)